# Севілья (провінція)
Севі́лья (ісп. Sevilla) — провінція на півдні Іспанії у складі автономного співтовариства Андалусія. Вона межує з провінціями Уельва на заході, Бадахос на півночі, Кордова на сході, Малага і Кадіс на півдні. Адміністративний центр — місто Севілья.
Площа провінції — 14 036 км². Населення — 1 900 224 чол., з них більше третини живе у столиці, густота населення — 135,38 осіб/км². Адміністративно поділяється на 105 муніципалітетів.